# Departamento de Pikine
Pikine es uno de los 45 departamentos de Senegal. Forma parte de la región de Dakar. Su capital es Pikine. El 21 de febrero de 2002 se creó el departamento de Guédiawaye, cuyo territorio era parte del de Pikine. En ese momento su población era de 768 826 habitantes.

## Distritos
- Distrito de Dagoudane
- Distrito de Niayes
- Distrito de Thiaroye